# Krymský rajón
Krymský rajón (rusky Крымский район) je jedním z rajónů Krasnodarského kraje v Rusku. Jeho administrativním centrem je město Krymsk. V roce 2017 zde žilo 133 659 obyvatel.

## Geografie
Rajón leží na západě Krasnodarského kraje a jeho rozloha je 1 601 km². Skládá se z 11 samosprávných obecních obvodů, z toho je jeden městský a 7 vesnických.
Sousední rajóny:
- sever – Slavjanský rajón
- severovýchod – Krasnoarmejský rajón
- východ – Abinský rajón
- severozápad – Temrjukský rajón